# Транзитивне скорочення
Транзитивне скорочення бінарного відношення {\displaystyle R} на множині {\displaystyle X} — це найменше відношення на множині {\displaystyle X}, транзитивне замикання якого збігається з транзитивним замиканням {\displaystyle R}.
«Найменше відношення» визначається за допомогою відношення включення.
Якщо транзитивне замикання {\displaystyle R} є антисиметричним та скінченним, тоді транизитивне скорочення буде єдиним.

## Приклади
В теорії графів бінарне відношення на множині представляється орієнтованим графом.
На малюнках: граф нетранзитивного відношення (зліва), граф його транзитивного скорочення (справа).
|  |  |